# 米夏·艾尔曼
米夏·艾尔曼（俄语：Михаил Саулович Эльман，1891年1月20日—1967年4月5日），俄裔美国犹太小提琴家，以琴声优美动人而闻名于世。

## 生平
艾尔曼出身在俄罗斯基輔省的塔利諾耶。父亲是一位犹太校长，擅长演奏小提琴。艾尔曼4岁时，父亲教他小提琴，进步神速，因此父母将他送入敖德萨的音乐学校，师从亚历山大·菲德尔曼。有一天著名小提琴大师莱奥波德·奥尔来校访问，听见艾尔曼的琴声，印象深刻，立即安排他进入圣彼得堡音乐院学习。他是奥尔的得意门生。1904年奥尔带他到柏林登台演奏，大受欢迎。1905年在伦敦皇后音乐厅首演，受到热烈欢迎。1908年12月，17岁的艾尔曼在纽约首次登台演奏，在俄罗斯交响乐团伴奏下，演奏柴可夫斯基小提琴协奏曲。一周后在卡内基音乐厅演出。
1917年艾尔曼居家迁居美国，1923年入籍成为美国公民。

## 作品

### 唱片
- 巴赫 - E大调小提琴协奏曲，BWV 1042 -约翰·巴比罗利 （HMV DB1871 / 3）
- 巴赫 - 前奏曲组曲，BWV 1006 小提琴独奏（HMV DB1873）
- 贝多芬 - D大调小提琴协奏曲 ，作品。  61 - 苏堤和伦敦爱乐乐团 （LXT5068迪卡）（1955年4月）
- 贝多芬F大调小提琴与乐团（HMV DB 1847 - 浪漫）
- 马斯奈 - 挽歌梅勒迪 ， 恩里科·卡鲁索 （HMV DK 103）
- 门德尔松 - E小调小提琴协奏曲 ，作品。  64  芝加哥交响乐团
- 拉夫 - 短曲 ，与约瑟夫Bonime（HMV DB 1354）
- 萨拉萨蒂 - Zigeunerweisen ，作品。  20日，1号。
- 舒伯特 - 圆舞曲Sentimentale，卡罗尔霍利斯特（HMV DA 1144）
- 舒曼 - Kinderszenen 「Traumerei ，作品。  15，马塞尔·范·GOOL（HMV DA 1144）
- 柴可夫斯基 - D大调小提琴协奏曲 ，作品。  35 -约翰·巴比罗利和伦敦交响乐团 （DB1405 / 8 HMV）
- 柴可夫斯基 - D大调小提琴协奏曲，作品。  35 - 阿德里安·博尔特爵士和伦敦爱乐乐团（LXT2970迪卡）（1954年6月）
- 维瓦尔第 - G小调协奏曲，RV 317 - 劳伦斯科林伍德和新爱乐乐团 （DB1595 / 6 HMV）
- 维尼亚夫斯基 - D小调小提琴协奏曲，作品。  22 - “罗宾汉戴尔”（又名费城）乐团
- 维尼亚夫斯基 - D小调小提琴协奏曲，作品。  22 - 阿德里安·博尔特和伦敦爱乐乐团（LXT5222迪卡）（1956年3月）
- 维尼亚夫斯基- 传奇作品。  17
- 巴赫 -小提琴协奏曲E大调BWV 1042 - 弗拉基米尔Golschmann里 ， 维也纳国家歌剧院管弦乐团
- 德沃夏克 -斯拉夫B小调幻想
- 哈恰图良 -小提琴协奏曲， 圣桑 -引子与回旋随想曲-弗拉基米尔Golschmann，维也纳国家歌剧院乐团
- 克莱斯勒名曲
- 拉罗 - 西班牙交响曲小提琴与乐队，作品。  21 - 维也纳国家歌剧院乐团
- 门德尔松 - E小调小提琴协奏曲，作品。  64 - 维也纳国家歌剧院乐团
- 迪尼 -小提琴协奏曲“E小调-维也纳国家歌剧院管弦乐团
- 斯美塔那 - 我的祖国 ，第2号
- 维瓦尔第 - G小调小提琴协奏曲，RV 317 -维也纳国家歌剧院乐团
- Mischa  Elman Encores
- www.intensemedia.de   米夏·艾尔曼  10  CD  集(小提琴协奏曲与奏鸣曲）